# TXLNB
TXLNB‏ (Taxilin beta) هوَ بروتين يُشَفر بواسطة جين TXLNB في الإنسان.

## التفاعل
لقد ثبت أن TXLNB يتفاعل مع STX4.